# Фу Цзянь (II)
Фу Цзянь (кит. трад. 苻堅, упр. 苻坚, пиньинь Fú Jiān, 337—385), изначальная фамилия Пу (蒲), взрослое имя Юнгу (永固) или Вэньюй (文玉) — правитель государства Ранняя Цинь с храмовым именем Ши-цзу (世祖) и посмертным именем Сюаньчжао-хуанди (宣昭皇帝). В связи с тем, что среди правителей Ранней Цинь было два правителя, чьи имена по-китайски произносятся по-разному и записываются разными иероглифами, но по-русски транскрибируются абсолютно одинаково, к имени данного правителя принято добавлять в скобках римскую двойку (так как он был вторым из двух Фу Цзяней).

## Биография
Родился в 337 году, его отцом был Пу Сюн — сын Пу Хуна, вождя племени ди, который сначала служил Ранней Хань, а затем — императору государства Поздняя Чжао Ши Ху. Когда в 350 году Поздняя Чжао начала разваливаться, Пу Хун сменил родовую фамилию с «Пу» на «Фу». Вскоре после этого он был отравлен генералом Ма Цю, и на смертном одре поручил сыну Фу Цзяню захватить Гуаньчжун. Тот выполнил волю отца, весной 351 года провозгласил себя «небесным князем» государства Великая Цинь (тем самым официально порвав как с империей Цзинь, так и с Поздней Чжао), а в 352 году официально провозгласил себя императором. После этого родичам были розданы титулы, и Фу Сюн стал «Дунхайским князем» (東海王). В 354 году Фу Сюн скончался, и Фу Цзянь унаследовал от отца титул «Дунхайского князя».
В 355 году на трон взошёл Фу Шэн, и подросший Фу Цзянь получил при нём военные должности. В 357 году вождь цянов Яо Сян напал на Раннюю Цинь, рассчитывая завоевать её. Фу Цзянь был в числе тех циньских генералов, кто остановил и разгромил его; Яо Сян был казнён на поле боя, а его брат Яо Чан сдался. Генерал Фу Хуанмэй хотел казнить и Яо Чана, но Фу Цзянь вмешался, и Яо Чана пощадили.
Фу Шэн заподозрил Фу Цзяня в намерении совершить государственный переворот, и решил убить его. Его приближённая сообщила об этом Фу Цзяню, и тот немедленно выступил против Фу Шэна со своими личными войсками. Императорская стража перешла на сторону Фу Цзяня, и тот сместил Фу Шэна, бывшего в тот момент как обычно пьяным, низвёл его в титуле до «Юэского Ли-вана» (越厲王) и казнил.
Взойдя на трон, Фу Цзянь провозгласил себя не «императором», а «небесным князем Великой Цинь» (大秦天王). Во главе правительства он поставил Ван Мэна (китайца по национальности), которого китайская историография описывает как одного из самых выдающихся государственных деятелей за всю китайскую историю. Ван Мэну удалось создать эффективную государственную администрацию.
В 364 году Фу Цзянь вынудил Чжан Тяньси — главу государственного образования Ранняя Лян, являвшегося вассалом империи Цзинь — признать сюзеренитет Ранней Цинь. В следующем году, однако, Чжан Тяньси прервал связи с Ранней Цинь и вернулся к подданству империи Цзинь.
В 365 году Мужун Кэ — регент государства Ранняя Янь — захватил цзиньский город Лоян, и возникла угроза того, что он после этого ударит на Цинь. Фу Цзянь лично повёл войска на противостояние Мужун Кэ, но столкновения между циньскими и яньскими войсками не произошло. Позднее в том же году восстали вожди сюнну Гао Гу и Лю Вэйчэнь, и Фу Цзянь лично атаковал их, вынудив их прекратить восстание и покориться вновь.
После того, как в 367 году умер Мужун Кэ и его место занял гораздо менее способный Мужун Пин, Фу Цзянь начал подумывать о покорении Ранней Янь, но в этот момент подняли восстание четыре брата Фу Цзяня, объявившие себя подданными Ранней Янь и запросившие у неё помощи. Однако Мужун Пин отказался им помогать, и Фу Цзянь подавил эти восстания поодиночке.
В 369 году выдающийся цзиньский генерал Хуань Вэнь предпринял крупное наступление на Раннюю Янь, и подошёл близко к яньской столице Ечэн. Ранняя Янь запросила помощи у Ранней Цинь, пообещав отдать за это район Лояна. Большинство придворных выступило против этого, однако Ван Мэн посоветовал прийти на помощь, сказав, что если Хуань Вэнь уничтожит Раннюю Янь, то Ранней Цинь будет уже не выстоять. Циньские войска прибыли, когда Мужун Чуй уже нанёс поражение Хуань Вэню, но потом циньские войска совместно с яньскими нанесли Хуань Вэню ещё одно крупное поражение. Однако затем яньцы отказались отдавать Лоянский регион, и Фу Цзянь отправил Ван Мэна во главе 60-тысячного войска против Ранней Янь; успеху похода должно было поспособствовать ещё и то, что Мужун Чуй, опасаясь за свою жизнь из-за придворных интриг, бежал в Раннюю Цинь.
Весной 370 года Ван Мэн захватил Лоян, а зимой разгромил собранное Мужун Пином войско. Мужун Вэй покинул Ечэн и бежал в старую яньскую столицу Лунчэн, однако был перехвачен по пути. Фу Цзянь пощадил его, однако государство Ранняя Янь прекратило своё существование, а клан Мужун и большое количество прочих сяньбийцев были переселены в центр Цинь — в регион Гуаньчжун.
В 373 году Фу Цзянь предпринял поход на западные регионы империи Цзинь, завоевав земли нынешних Сычуани, Чунцина и южной части Шэньси. Тем временем высшие чиновники империи, включая Ван Мэна, были обеспокоены тем, что многие сяньбийцы заняли высокое положение. В 375 году умирающий Ван Мэн посоветовал Фу Цзяню остановить кампании против Цзинь, и не доверять сянбийцам и цянам до такой степени, как он это делал, однако Фу Цзянь не стал следовать этому совету.
После смерти Ван Мэна Фу Цзянь продолжил походы, направленные на объединение Поднебесной под его властью. В 376 году он обрушился на Раннюю Лян, и в течение месяца это государство было завоёвано и присоединено к Ранней Цинь. Два месяца спустя он атаковал государство Дай и захватил его, оставив, однако, во главе дайцев Тоба Гуя. В 378—379 годах армии Фу Цзяня захватили цзиньский город Сянъян, но были разбиты под Пэнчэном.
В 380 году Фу Цзянь принял решение расселить представителей племени ди, к которому принадлежал он сам, по всей империи. Это было продиктовано, скорее всего, целью укрепления империи благодаря созданию связующего звена, но в краткосрочной перспективе это привело к тому, что сердцевина империи — регион Гуаньчжун — оказался наполнен сяньбийцами и цянами при малом количестве ди.
В 383 году Фу Цзянь отправил генерала Люй Гуана на завоевание Западного края, а основные силы под командованием Фу Жуна выступили на юг против империи Цзинь. Однако в битве на реке Фэй циньская армия была полностью уничтожена, а сам Фу Цзянь получил ранение стрелой и был вынужден бежать под защиту не участвовавших в битве войск под командованием Мужун Чуя; Мужун Чуй сопроводил Фу Цзяня до Лояна. Оттуда Мужун Чуй увёл свою армию на северо-восток, в бывшие яньские земли, используя в качестве предлога то, что тамошнее население может восстать.
Вскоре восстали динлины под руководством Чжай Биня и осадили Лоян. Против них было послан Мужун Чуй, который, однако, тоже восстал и весной 384 года провозгласил создание государства Поздняя Янь. Услышав об этом, его племянник Мужун Хун поднял восстание в Гуаньчжуне, основав Западную Янь. Фу Цзянь отправил против него своего брата Фу Жуня в сопровождении Яо Чана, но Мужун Хун разбил эти силы и убил Фу Жуя. Когда посланцы Яо Чана прибыли в столицу Чанъань с вестью о поражении, то Фу Цзянь пришёл в ярость и убил их; узнав об этом, Яо Чан вместе с войском цянов покинул Фу Цзяня и основал государство Поздняя Цинь.
Тем временем Мужун Хуна во главе восставших сяньбийцев сменил его брат Мужун Чун, который двинулся на Чанъань. Воспользовавшись ситуацией, империя Цзинь перешла в контрнаступление, и захватила почти все циньские земли к югу от Хуанхэ. В конце 384 года в Чанъане был раскрыт заговор последнего императора Ранней Янь Мужун Вэя, и Фу Цзянь приказал казнить Мужун Вэя и вырезать всех сяньбийцев. Так как в столице начался голод, то Фу Цзянь решил вывести армию в поле и сразиться с врагом, а во главе столицы оставил сына Фу Хуна (однако вскоре после ухода Фу Цзяня город пал, а Фу Хун бежал в империю Цзинь). В районе горы Уцзянь Фу Цзянь был окружён войсками Поздней Цинь и взят в плен, после чего доставлен в Синьпин. Осенью 385 года Яо Чан отправил солдат задушить Фу Цзяня.